# Anna Vita

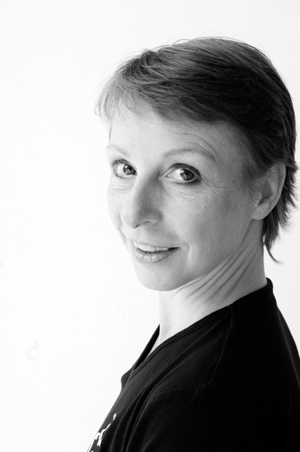
Anna Vita

Anna Vita (* 9. Juli 1964 in Neuss als Anne Fütterer) ist eine deutsche Tänzerin, Choreografin, Regisseurin und Tanzdozentin.

## Leben
Anna Vita wuchs in einer Pfarrersfamilie auf, wo sie schon frühzeitig mit unterschiedlichen Kunstgattungen vertraut gemacht wurde. Mit vier Jahren begann sie regelmäßig Tanzunterricht an einer Privatschule in Heidelberg zu nehmen. 1983 schloss sie ihre tänzerische Ausbildung an der John Cranko Schule in Stuttgart ab.
Ihre Engagements als Tänzerin führten sie anschließend über das Staatstheater Saarbrücken, das Theater Dortmund, die Oper Bonn, das Theater Basel bis an die Deutsche Oper am Rhein in Düsseldorf/Duisburg. In ihrer Tänzerinnenlaufbahn tanzte sie in verschiedenen Rollen und wirkte in mehr als 50 Balletten von Choreografen wie Hans van Manen, Niels Christe, Heinz Spoerli, John Neumeier, Mats Ek und Youri Vámos mit.
Weitere Aufträge für Oper, Operette und Tanztheater übernahm sie an der Oper in Halle, dem Theater Augsburg, der Deutschen Oper am Rhein in Düsseldorf/Duisburg, an der Opera de Nice, an der Staatsoper Istanbul und an der Staatsoper in Ankara.
Von der Spielzeit 2004/2005 bis 2017/2018 war sie als Ballettdirektorin am Mainfranken Theater Würzburg unter den Intendanten Hermann Schneider und ab 2016 Markus Trabusch tätig.
Neben ihren choreografischen Aufgaben engagierte sie sich für ein bürgernahes Tanztheater und war, von 2010 bis 2014, 1. Vorsitzende des Runden Tisches Tanz Würzburg/Mainfranken e. V. 2011 organisierte sie das erste gemeinsame Tanzfestival der Würzburger und regionalen Tanzszene. Das Tanzfestival wurde im Jahr 2014 mit wachsendem Erfolg wiederholt.
Anna Vita war von 2018 bis 2021 als freischaffende Künstlerin tätig. Seit Mai 2021 arbeitet sie als Ballettdirektorin an der Bühne Baden, Niederösterreich.

## Werke
- 1997 Mahagonny Songspiel (Tanzeinlage, Deutsche Oper am Rhein Duisburg)
- 1998 L’enfant et les Sortileges (Tanzeinlage, Deutsche Oper am Rhein Duisburg)
- 1999 tango tango (Ballett, Tanzhaus NRW, Düsseldorf)
- 1999 Nachklang (Ballett, Tanzhaus NRW, Düsseldorf)
- 2001 Stoffwechsel (Ballett, Tanzhaus NRW, Düsseldorf)
- 2001 Meine Schwester und ich (Tanzeinlage, Deutsche Oper am Rhein Düsseldorf/Duisburg)
- 2002 Orpheus in der Unterwelt (Tanzeinlage, Deutsche Oper am Rhein Düsseldorf/Duisburg)
- 2003 Davidsbündler Tänze (Ballett, Kö-Galerie Düsseldorf)
- 2004 Intus (Ballett, Deutsche Oper am Rhein Düsseldorf/Duisburg)
- 2005 Jesus Christ Superstar (Choreografie, Mainfranken Theater Würzburg)
- 2005 Andersens Welt (Märchenballett, Mainfranken Theater Würzburg)
- 2005 Der Welt Lohn (Ballett, Mainfranken Theater Würzburg)
- 2006 Wiener Blut (Tanzeinlage, Mainfranken Theater Würzburg)
- 2006 Der Tod und das Mädchen (Kammerballett, Mainfranken Theater Würzburg)
- 2006 Die Rattenfalle (Kammerballett, Mainfranken Theater Würzburg)
- 2007 Der Nussknacker (Ballett, Mainfranken Theater Würzburg)
- 2007 Kiss me Kate (Tanzeinlage, Mainfranken Theater Würzburg)
- 2007 Romeo und Julia (Ballett, Mainfranken Theater Würzburg)
- 2008 Neufassung „Andersens Welt“ (Ballett, Deutsche Oper am Rhein Düsseldorf/Duisburg)
- 2008 Elektric Ladyland (Ballett, Mainfranken Theater Würzburg)
- 2009 Maskenball (Tanzeinlage, Mainfranken Theater Würzburg)
- 2009 Der Feuervogel (Ballett, Mainfranken Theater Würzburg)
- 2009 Medea (Ballett, Mainfranken Theater Würzburg)
- 2009 Tannhäuser (Balletteinlage, Mainfranken Theater Würzburg)
- 2009 Das Bildnis des Dorian Gray (Ballett, Mainfranken Theater Würzburg)
- 2010 Die Sieben Todsünden (Kammerballett, Mainfranken Theater Würzburg)
- 2010 Agnes Bernauer (Ballett, Theater Augsburg)
- 2011 Die lustige Witwe (Tanzeinlage, Mainfranken Theater Würzburg)
- 2011 Dyskolos – Der Menschenfeind (Kammerballett, Mainfranken Theater Würzburg)
- 2011 Dracula (Ballett, Mainfranken Theater Würzburg)
- 2012 Der Besuch der alten Dame (Kammerballett, Mainfranken Theater Würzburg)
- 2012 Neufassung „Der Tod und das Mädchen“ (Ballett, Oper Halle)
- 2012 Othello (Ballett, Mainfranken Theater Würzburg)
- 2013 Cyrano de Bergerac (Ballett, Mainfranken Theater Würzburg)
- 2014 Josephs Legende (Ballett, Mainfranken Theater Würzburg)
- 2014 Dornröschen (Ballett, Mainfranken Theater Würzburg)
- 2014 Cinderella (Ballett, Staatsoper Ankara/Devlet Opera ve Balesi)
- 2015 Schneewittchen – Breaking Out (Ballett, Mainfranken Theater Würzburg)
- 2015 Der Fall Carmen (Kammerballett, Mainfranken Theater Würzburg)
- 2016 Scheherazade (Ballett, Mainfranken Theater Würzburg)
- 2016 Der Steppenwolf (UA) (Musiktheater in zwei Akten nach dem gleichnamigen Roman von Hermann Hesse, Mainfranken Theater Würzburg)
- 2016 Die Päpstin: Das Ballett (Ballett nach Motiven des gleichnamigen Romans von Donna Woolfolk Cross, Mainfranken Theater Würzburg)
- 2017 Der Tod und das Mädchen / Requiem (Ballette, Mainfranken Theater Würzburg)
- 2017 Blaubart -- Sacre (Oper und Ballett, Mainfranken Theater Würzburg)
- 2018 Cinderella (Ballett, Mainfranken Theater Würzburg)
- 2019 Bernarda Albas Haus  (Ballett, Divadlo J. K. Tyla Pilsen)

## Auszeichnung
- 2007 Theaterpreis Würzburg für besondere Verdienste um die Erhaltung und Weiterentwicklung der Sparte Ballett
- 2018 Rotary-Kulturpreis
- 2018 Julius von Soden Medaille, durch den Theater- und Orchesterförderverein Würzburg erstmals verliehen für besondere Verdienste am Mainfranken Theater

## Schriften
- mit Ulrich Sinn, Bernhard Stengele: Orestie und Medea. Griechische Mythen als Schauspiel und Ballett im Mainfranken-Theater Würzburg. Ergon-Verlag, Würzburg 2009, ISBN 978-3-89913-715-6